# Schaffhouse-sur-Zorn
Schaffhouse-sur-Zorn era una comuna francesa situada en el departamento de Bajo Rin, de la región de Gran Este, que el uno de enero de 2017 pasó a ser una comuna delegada de la comuna nueva de Hochfelden al unirse con la comuna de Hochfelden.

## Demografía
| Gráfica de evolución demográfica de Schaffhouse-sur-Zorn entre 1800 y 2014 |
|                                                                            |

Los datos demográficos contemplados en este gráfico de la comuna de Schaffhouse-sur-Zorn se han cogido de 1800 a 1999 de la página francesa EHESS/Cassini, y los demás datos de la página del INSEE.